# Glottolog
Glottolog és una base de dades bibliogràfica de les llengües menys conegudes del món, desenvolupada i administrada primer a l'Institut Max Planck d'Antropologia Evolutiva de Leipzig, Alemanya, i des de 2015 a l'Institut Max Planck de Ciència de la Història Humana a Jena, Alemanya. Entre els seus curadors hi ha Harald Hammarström i Martin Haspelmath.

## Funció
Glottolog proporciona una llista de les llengües, famílies de llengües i bibliografies dels idiomes menys parlats del món. Difereix del catàleg similar Ethnologue en diversos aspectes:
- Cerca només acceptar llengües que els editors hagin pogut confirmar que existeixen i siguin diferents d'altres més conegudes (varietats que no hagin estat confirmades, però provenen d'alguna altra font, són catalogades com a "espuri" o "no testificat");
- Intenta només classificar famílies de llengües que han estat demostrades com a vàlides;
- Es proporciona informació bibliogràfica, especialment per a llengües poc conegudes; i,
- Fins a un cert punt, els noms alternatius estan llistats segons les fonts que els utilitzen.[1] Els noms de les llengües utilitzades en les entrades bibliogràfiques estan identificats pel codi ISO 639-3 o el codi propi de Glottolog (Glottocode);
- A excepció d'una sola localització en un mapa en el seu respectiu centre geogràfic, cap informació etnogràfica o demogràfica és proporcionada. Els enllaços externs dirigeixen a ISO, Ethnologue i altres bases de dades de llengües digitals.

Edició 2.2 publicada en línia en 2013 i baix llicència de Creative Commons Attribution-Sharealike 3.0 Unported License. Edició 2.4 publicada en 2015 i edició 3.0 en 2017.

## Famílies de llengües
Glottolog és més conservador en la seva classificació que altres bases de dades digitals en establir connexions entre llengües i grups dins de famílies però més liberals en considerar llengües no classificades com aïllades. L'edició 2.4 enlista 425 famílies de llengües orals, incloent aïllades, i 75 famílies de llengües de signes i aïllades, fins ara.
A més de les llengües classificades en famílies, Glottolog reconeix 79 pidgins (incloent una llengua de senyals pidgin), 24 llengües mixtes, 8 llengües artificials, 9 registres de discurs (incloent 3 sistemes de senyals auxiliars), 118 testificades però no classificades llengües (incloent 2 llengües de senyals), 61 llengües no testificades, i 270 llengües espuri (com a articles ISO retirats, i incloent 3 llengües de senyals) mantingudes per propòsits bibliogràfics.